# Железничка станица Шарган Витаси
Железничка станица Шарган Витаси је једна од станица музејско-туристичког комплекса Шарганска осмица.
Станица Шарган Витаси је имала четири колосека као и тријанглу за окретање локомотиве, а које су користиле потискивајуће локомотиве. Ова станица је била на највишој надморској висини од 806 м.н.в., на прузи Ужице - Вишеград. Одмах иза станице у правцу Јатара налази се највећи тунел „Александар I” са 1666 метара дужине и био је најдужи тунел на прузи уског колосека Београд - Сарајево.
Данас је она задња станица са које се воз „Носталгија” враћа назад за Мокру Гору.